# Краљ Хамлет
Краљ Хамлет је Хамлетов отац из истоимене драме Вилијама Шекспира, кога је убио његов брат Клаудије. Јавља се у виду духа са оног света.